# Nossa Senhora do Carmo (Coronel Fabriciano)
Nossa Senhora do Carmo, mais conhecido como Morro do Carmo, é um bairro do município brasileiro de Coronel Fabriciano, no interior do estado de Minas Gerais. Localiza-se no distrito-sede, estando situado no Setor 1. Segundo o censo demográfico de 2022, realizado pelo Instituto Brasileiro de Geografia e Estatística (IBGE), sua população era de 1 638 habitantes e havia 608 domicílios particulares permanentes ocupados.
De acordo com o IBGE, em 2010 a população era de 1 947 habitantes e havia 644 domicílios particulares.
É vizinho do Centro da cidade. Segundo o IBGE, possui uma área considerada como favela e comunidade urbana, denominada Morro do Carmo, que tinha 2 865 habitantes juntamente com o vizinho Nossa Senhora da Penha em 2022.

## História
A ocupação do Morro do Carmo teve início entre o final da década de 1960 e começo da década de 70, quando o então prefeito Rufino da Silva Neto realizou a distribuição de lotes à população sem avaliações ou critérios técnicos, no entanto ocupações espontâneas já eram realizadas desde a década de 50. Com o passar do tempo, foram construídas as moradias, também sem planejamento, estabelecendo o adensamento populacional irregular. O local também fora conhecido como Morro da Favela e Morro do Cruzeiro, adotando sua denominação atual em referência às Irmãs Carmelitas, que administravam trabalhos sociais na comunidade.
Apesar de contar com algumas edificações de bom padrão, predominam residências de classes baixas, principalmente nas áreas onde sua ocupação foi irregular. Nesses locais, devido ao povoamento desordenado em lugares inclinados, são comuns ocorrências de deslizamentos de terra durante o período chuvoso.